# Echerul (constelație)
Echerul (numită și Norma) este o mică constelație situată la sud de planul ecliptic.
Coordonate:  16h 03m 00s, −52° 00′ 36″